# Primetime Emmy Award
Primetime Emmy Award är ett amerikanskt TV-pris som delas ut av Academy of Television Arts & Sciences för framstående egenskaper inom amerikansk primetime-TV. Den delades ut första gången 1949 och kallades ursprungligen "Emmy Awards" tills de första Daytime Emmy Award-galorna hölls på 1970-talet. Ordet "primetime" lades till för att skilja de två priserna åt. 
Primetime Emmy Award sänds i regel i mitten av september, på söndagen innan den officiella starten av höstsäsongens TV. Galan sänds för närvarande i roterande ordning bland de fyra stora TV-bolagen (CBS, ABC, NBC och Fox). På grund av NBC:s bevakning av NBC Sunday Night Football i början av september, har galan flyttats till slutet av augusti då NBC haft rollen för att sända galan 2006, 2010 och den kommande galan 2014. 
Emmys anses vara TV:s motsvarighet till Oscarsgalan (för film), Grammy Award (för musik) och Tony Award (för teater).

## Kategorier
Primetime Emmy Award delas ut i dessa aktuella priskategorier:
| - Program - Bästa komediserie - Bästa dramaserie - Bästa pratshow - Bästa sketchprogram - Bästa miniserie - Bästa TV-film - Bästa tävlingsprogram - Regi - Bästa regi av en komediserie - Bästa regi av en dramaserie - Bästa regi av en underhållningsserie - Bästa regi av en miniserie, film eller dramaspecial - Manus - Bästa manus till en komediserie - Bästa manus till en dramaserie - Bästa manus till en underhållningsserie - Bästa manus till en miniserie, film eller dramaspecial | - Skådespelare – Huvudroller - Bästa manliga huvudroll i en komediserie - Bästa kvinnliga huvudroll i en komediserie - Bästa manliga huvudroll i en dramaserie - Bästa kvinnliga huvudroll i en dramaserie - Bästa manliga huvudroll i en miniserie eller TV-film - Bästa kvinnliga huvudroll i en miniserie eller TV-film - Skådespelare – Biroller - Bästa manliga biroll i en komediserie - Bästa kvinnliga biroll i en komediserie - Bästa manliga biroll i en dramaserie - Bästa kvinnliga biroll i en dramaserie - Bästa manliga biroll i en miniserie eller TV-film - Bästa kvinnliga biroll i en miniserie eller TV-film - Programledare - Bästa programledare i realityserie eller tävlingsprogram |